# La visión de San Bernardo (Perugino)
La visión de San Bernardo es una obra del pintor italiano Pietro Perugino. Está realizado al temple sobre tabla. Mide 173 cm de alto y 170 cm de ancho. Fue pintado en algún momento entre 1488 y el año 1494. Se encuentra en la Alte Pinakothek, Múnich, Alemania.

## Historia
Pietro Perugino fue el más destacado pintor cuatrocentista de la escuela de Umbría que tenía como base la ciudad de Perugia. La tabla fue ejecutada como un retablo para capilla que la familia Nasi tenía en la basílica del Santo Spirito en Florencia o, según otras fuentes, de la capilla Capponi en la iglesia de Santa Maria Maddalena dei Pazzi. Más tarde fue adquirida en 1829-1830 por el rey Luis I de Baviera a los Capponi de Florencia, y al final entró en la Alte Pinakothek de Múnich. La obra ha sido considerada «uno de los momentos cumbre de la pintura europea a finales del siglo XV».

## Descripción y estilo
El cuadro muestra a un santo, que unos identifican como Bernardino de Siena y otros con Bernardo de Claraval, fundador de la orden del Císter ocupado en sus estudios con un libro sobre una pupitre refinadamente tallado, cuando lo interrumpe una visión totalmente corpórea de la Virgen María, quien se le aparece en un día soleado, y se dirige a él indicándole el libro. A los lados hay cuatro santos, simétricamente colocados, con una pareja de ángeles a la izquierda y un ángel y un santo a la derecha, quizá un evangelista. Hay una perfecta simetría, aparentemente lograda sin esfuerzo, alrededor de la composición, sin embargo no hay nada estático o artificial en ella. La posición de la Virgen y del pupitre de san Bernardino están los dos ligeramente desequilibrados, pero no tanto como para arruinar la serena armonía del cuadro. Los rostros de las diversas figuras contribuyen a esta calmada belleza, sin demostrar demasiado individualismo o realismo. Igualmente, los colores son brillantes y radiantes, sin ser totalmente llamativos. Los gestos y las expresiones están caracterizados por una serena dulzura y las fisonomías son las típicas delartista, como la Virgen de boca pequeña derivada de los rasgos del modelo del pinto, su esposa, que inspiró gran parte de la producción juvenil de Rafael.
Los personajes se encuentran en una monumentalidad estática y aislada, con un color denso y muy difuminado, que procura una fuerte tridimensionalidad. El marco es una serena y calibrada arquitectura renacentista. Las estructuras arquitectónicas son simples y robustas, con un pabellón de arcos de medio punto sobre pilastras cuadradas con capiteles muy agitados, centrados perfectamente en perspectiva. Se trata de un fondo con pórtico típico de las obras del artista de las últimas dos décadas del siglo XV, que se vuelve a encontrar por ejemplo en su Anunciación y en el Retablo de Fano, en el Políptico Albani-Torlonia, en la Última Cena y en la Virgen con el Niño entronizados con los santos Juan Bautista y Sebastián. La arquitectura es solemne pero simple y dirige la mirada del espectador hacia la profundidad, con la airosa apertura paisajística del fondo en el que dos colinas sin asperezas tienen arbolillos aislados. Es un dulce paisaje típico de Umbría, en el que los suaves elementos naturales se combinan con señales del asentamiento humano, en este caso una pequeña iglesia. El cielo se difumina hacia el horizonte como en el amanecer y a lo lejos las colinas más distantes están aclaradas por efecto de la perspectiva aérea.
Como pintor de gran éxito, Perugino tenía un gran taller de ayudantes. Perugino, cuyo apodo lo señala como procedente de Perugia, la capital de la Umbría, tenía un pasado de tanto la escuela umbra como la florentina de pintura; mientras la influencia umbra puede verse en el paisaje, su formación florentina se expresa a través de las estructuras de arquitectura clásica que se ven en perspectiva al modo de Piero della Francesca: «En las manos de Perugino el austero clasicismo temprano de Piero se ha convertido en un estilo de distensión, buscando una naturalidad más sencilla y armonía en la quietud, que demasiadas veces está al borde de la inercia», afirmó Sidney Freedberg.
Este cuadro se ha comparado a menudo con La visión de San Bernardo pintada por Filippino Lippi pocos años antes. Las dos tablas tienen en común las grandes líneas de la composición, con el enfoque de Filippino que es nervioso, de movimiento animado, con colores antinaturales, con una atención al detalle derivado de la pintura flamenca, con juegos lineales y con múltiples referencias simbólicas. Fue sin embargo la versión de Perugino, simple y esencial pero no por eso privada de monumentalidad, la que prevaleció en el desarrollo futuro del arte, en el clasicismo del Cinquecento.